# Giáp Tý
Giáp Tý (chữ Hán: 甲子) là kết hợp thứ nhất trong hệ thống đánh số Can Chi của người Á Đông. Nó được kết hợp từ thiên can Giáp (Mộc dương) và địa chi Tý (chuột). Trong chu kỳ của lịch Trung Quốc, nó xuất hiện trước Ất Sửu và sau Quý Hợi. Giáp Tý là các năm chia 60 dư 4.
Giáp Tý hay Hoa Giáp: con số này vựa vặn là 60
Thời trước, trong ngôn ngữ cận đại, những người có học thường sử dụng giáp tí để biểu thị cho sự trường thọ. Trong Tử vi, tướng số thời cổ thường sử dụng một giáp tý để tính toán số mệnh. Vì vậy nhiều quyển sách tướng số chỉ có giá trị sử dụng trong 60 năm.
Năm Giáp Tý:
- 1984.

## Các năm Giáp Tý
Năm dương lịch số 4 (sau Công nguyên) là năm Giáp Tý.
Giữa năm 1724 và 2224, những năm sau đây là năm Giáp Tý (Ngày được đưa ra được tính theo lịch Việt Nam, chưa được sử dụng trước năm 1967):
- 1744
- 1804
- 1864
- 1924 (5 tháng 2, 1924 – 23 tháng 1, 1925)
- 1984 (2 tháng 2, 1984 – 20 tháng 1, 1985)
- 2044 (30 tháng 1, 2044 – 16 tháng 2, 2045)
- 2104
- 2164

## Sự kiện năm Giáp Tý
- Năm 544, Lý Bí lên ngôi hoàng đế, hiệu là Lý Nam Đế đặt tên nước là Vạn Xuân.